# 霍吉爾丘陵
霍吉爾丘陵（Howgill Fells）是北英格蘭的山丘，位于湖区和约克郡谷地之间，大致位于塞德伯、柯克比-斯蒂芬和特贝三个城镇组成的三角形的顶点之间。霍吉爾（Howgill）这个名字来自于古諾斯語haugrgil，其中haugr意思是山丘或荒冢，gil的意思是狭窄的山谷。